# 한스 켈젠

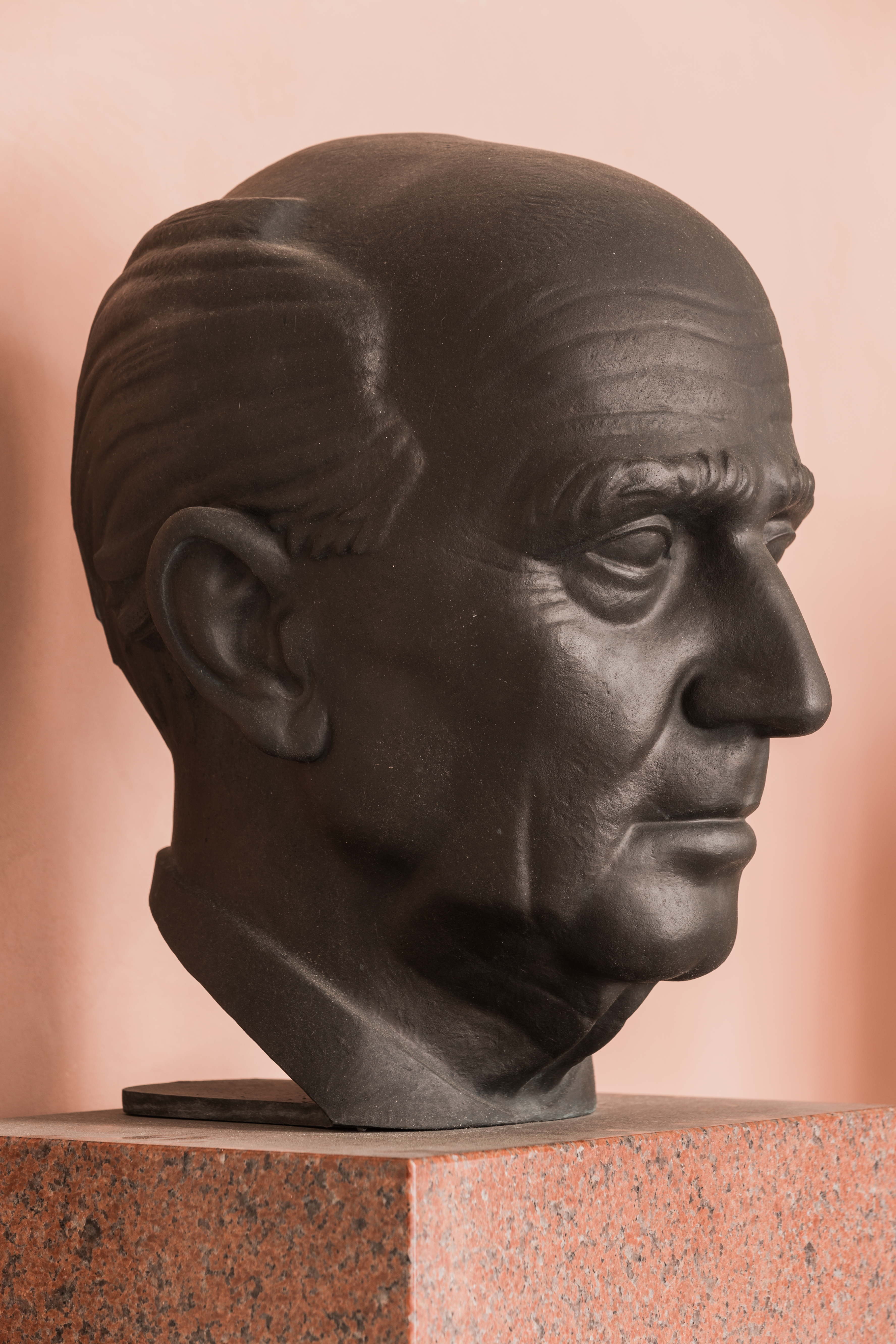

한스 켈젠(Hans Kelsen, 1881년 10월 11일 ~ 1973년 4월 19일)은 오스트리아계 미국인 법학자였다.

## 생애
켈젠은 프라하의 유대인 가정에서 태어났다. 그가 두 살 때 그는 가족과 함께 빈로 이주했다. 그는 빈 대학에서 법학을 공부했고 1906년 박사학위를 취득했다. 1911년 그는 공법과 법철학을 가르칠 수 있는 자격(habilitation)을 취득했고, 그의 첫 번째 주요 저서 《공법에서의 주요문제(Hauptprobleme der Staatsrechtslehre)》를 출판했다. 1912년 켈젠은 마그레테 본디와 결혼했고 두 딸을 낳았다.
1919년 그는 빈 대학에서 공법과 행정법 정교수가 되었다. 그는 빈에서 《공법 저널》(the Journal of Public Law, Zeitschrift für Öffentliches Recht)을 출판, 편집했다. 대법관 카를 레너의 간곡한 부탁으로, 켈젠은 새로운 오스트리아 헌법을 입안하는 데 종사했고, 그 법은 1920년 제정되었다. 그 문서는 오늘날까지도 오스트리아 헌법의 기초를 이루고 있다. 켈젠은 헌법 재판소에 종신 임명되었다. 1925년, 그는 베를린에서 《일반정치학(Allgemeine politische Theorie)》을 출판했다. 헌법재판소의 몇몇 지위에 대한 정치적 논쟁들(특히 이혼에 관한)이 증가하고 보수적 분위기가 팽배함에 따라, 비록 당원은 아니었지만 사회민주주의를 존경한 켈젠은 1930년 재판소에서 해임되었다. 1930년 켈젠은 쾰른 대학에서 교수직을 받아들였다.
1933년 독일에서 나치가 권력을 잡게 되자, 그는 직장에서 해임되었고 스위스의 제네바로 이주·망명하여 1934년부터 1940년까지 제네바 고등국제연구소에서 국제법을 가르쳤다. 1934년 그는 《순수법학(Reine Rechtslehre)》의 첫 번째 판을 출판했다. 제네바에서 그는 더욱 국제법에 관심을 갖게 되었다. 또한 그는 독일이 체코슬로바키아를 점령할 때까지 프라하의 독일 대학에서 교수로 있었다.
1940년 그는 미국으로 이주하여 1942년 하버드 법대에서 올리버 웬델 홈스 교수로 가르쳤고 1945년 캘리포니아 대학교 버클리에서 정치학 정교수가 되었다. 이 기간 동안, 그는 더욱 국제법과 국제연맹 같은 국제기구에 대한 논쟁을 다루었다.

## 사상과 영향
켈젠은 20세기의 탁월한 법학자로 평가된다. 그의 엄격하고 논리적인 법실증주의는 근본규범(독일어: Grundnorm)이라는 생각에 근거한다. 근본규범은 헌법과 하위 법령, 조례와 규칙으로 구성된 법적 체계의 모든 연속적인 단계가 전제하는 가설적 규범이다. 명령의 준거는 법률이 되고, 법률의 준거는 헌법이 되고, 헌법의 준거는 가설적인 근본규범이 된다. 고로 헌법이 모든 실정법의 궁극적인 타당근거로 자리매김하므로 헌법을 벗어나는 타당근거는 법학의 영역 밖이라는 그의 설명이다. 법학에서 사실과 존재의 문제를 배척하고 규범과 당위에 초점을 맞추었기에 순수법학을 구축하게 된 것이다. 사회적·정치적으로 나타나는 사실의 기술은 법학의 소임이 아니며, 오로지 규범체계로서의 법에 대한 순수한 인식이 진정한 법학의 과제라는 것이 그의 설명이다. 그가 법학에서 존재의 영역을 배척한 것은, 그가 경험했던 나치를 비롯한 당시 정치가들이 법의 영역에 민족의 영광 내지 시대정신 등의 정치적·형이상학적 요소를 강하게 투입시켜 법체계가 갖는 핵심을 무너뜨리고 법을 그들의 입맛에 맞게 자의적으로 악용한 것에 대한 고민과도 관련이 있다.
2차 대전 이후 그의 법실증주의가 역설적으로 그가 혐오했던 나치에 의해 악용되어 법률적 불법의 탄생과 그의 철학이 연관이 있다는 비판이 있었다. 독일연방헌법재판소가 자연법론을 주장한 라드부르흐의 이론을 채택하게 되고, 자연법론이 점차 득세하고 법실증주의의 힘은 약해지면서 켈젠 철학의 지위도 약화되는 듯 보였다. 그러나 나치의 법률적 불법은 켈젠이 비판받을 부분이 아니며 오히려 켈젠은 법철학을 깊이를 심화시키고 법학을 법학답게 했다고 변호하는 견해도 상당하다. 법실증주의와 관련된 논란을 떠나, 그의 법실증주의와 순수법학은 20세기 법철학사에 큰 영향을 끼쳤다는 점은 누구도 부인할 수 없다. 그의 문하생들은 그의 이론을 확장하기 위해 오스트리아의 빈 학파와 체코슬로바키아의 브르노 학파 같은 학파를 형성했다. 영어권에서, H. L. A. 하트와 조셉 라즈는 비록 단호한 방식으로 켈젠의 실증주의를 벗어났지만, 아마 켈젠의 영향을 깊이 받은 철학자들이다. 반면 독일의 저명한 법철학자 칼 슈미트와 켈젠 간에는 학문적인 대립이 있어왔다. 슈미트는 《정치신학》과 그 밖의 다른 곳에서 주권에 대한 켈젠의 연구를 비판했다. 그러자, 켈젠은 다음과 같이 썼다. "오직 '국가 신학'에 대한 믿음만이 주권 국가들에 대한 국제법의 구속력 있는 속성을 인정하길 거부하는 것을 정당화할 수 있다." 켈젠에게 '주권'은 위험한 개념이었다. : “우리는 주권 개념으로부터 우리가 의도적으로 주권의 정의에 집어넣는 것 외에 어떤 것도 도출할 수 없다.”

## 평가
존재와 당위의 준별(峻別)에는 여러 가지 문제가 있으나 그것에 입각해서 법의 순수한 이론을 수립한 공적으로 20세기 전반의 최대의 법학자의 한 사람으로 꼽힌다.

## 기타
- 한스 켈젠의 수제자인 형법학자 헬렌 실빙(1906년~1993년) 교수와, 대한민국의 저명한 형법학자이며 서울대 총장을 역임했던 유기천 박사는 부부 관계이다.

## 한국어로 번역된 저서
- 《볼쉐위즘 정치이론의 비판》 이동화 옮김, 진문사, 1953년
- 《순수 법학》변종필, 최희수 옮김, 지산, 1999년
- 《정의란 무엇인가》삼중당, 1995년
- 《통합으로서의 국가》법문사, 1994년
- 《일반 국가학》민음사, 1990년

## 같이 보기
- 헌법재판소
- 오스트리아의 사법부

## 읽어 보기
저서
- 켈젠의 저서 목록(독일어)
- 《순수 법학》설명 ["Stanford Encyclopedia of Philosophy"]